# 내성분
내성분(內成分, end-member)은 광물학에서 어떤 경우에는 가설이지만 다른 완전한 화학적 복합물과 함께 고용액(solid solution)에 들어가서 동형치환(isomorphous)계의 광물(mineral)을 형성한다고 여겨지는 성분으로 완전한 화학적 복합물이다. 철감람석(fayalite, Fe2SiO4) 및 고토감람석(forsterite, Mg2SiO4)은 감람석(olivine) 계열의 내성분이다.
end-member에서 end-는 접두사로 내부, 안쪽(Inside, within)을 의미한다